# Serra Alta (la Llacuna)
La Serra Alta és una serra situada als municipis de Querol a la comarca de l'Alt Camp i de la Llacuna a la de l'Anoia, amb una elevació màxima de 768 metres.